# نيلسون بينتو
نيلسون بينتو (بالإسبانية: Nelson Pinto)‏ (1 فبراير 1981 بسانتياغو في تشيلي - ) هو مدرب كرة قدم ولاعب كرة قدم تشيلي في مركز الوسط. شارك مع منتخب تشيلي تحت 20 سنة لكرة القدم. أما مع النوادي، فقد لعب مع نادي أونيفرسيداد دي تشيلي ونادي بالستينو ونادي تيكوس وسانتياغو مورنينغ ‏.

## وصلات خارجية
- نيلسون بينتو على موقع الاتحاد الدولي (مؤرشف)  (الإنجليزية)
- نيلسون بينتو على موقع قاعدة بيانات كرة القدم.إي يو (الإنجليزية)
- نيلسون بينتو على موقع Soccerway.com (الإنجليزية)
- نيلسون بينتو على موقع عالم كرة القدم.نت (الإنجليزية)